# Nectarinia kilimensis
Nectarinia kilimensis е вид птица от семейство Nectariniidae.

## Разпространение
Видът е разпространен в Ангола, Бурунди, Етиопия, Замбия, Зимбабве, Демократична република Конго, Кения, Малави, Мозамбик, Руанда, Танзания и Уганда.